# 玻里加·彭戈
玻里加·彭戈（英語：Polycarp Pengo；1944年8月5日—）是天主教坦桑尼亞司鐸級樞機及達累斯薩拉姆總教區榮休總主教。

## 生平
彭戈於1944年8月5日在坦桑尼亞Mwazye岀生。他於1971年6月20日在松巴萬加教區晉鐸。1977年，在羅馬宗座拉特朗大學獲得道德神學博士學位。他曾在Segerea神學院任第一任校長。
教宗若望保祿二世於1983年11月11日任命他為林迪教區主教；兩個月後於翌年1月6日由教宗在聖伯多祿大殿晉牧。1986年10月17日，任為通杜魯-馬薩西教區主教。1990年1月22日，他被任命為達累斯薩拉姆總教區助理總主教；兩年後改任為該總教區正權總主教。1998年2月21日被若望保祿二世任為司鐸級樞機。他於2019年8月15日卸任該總教區的職務，猶達·達陡·魯瓦伊奇繼而成為新任總主教。